# Flash Point
Flash Point (導火綫) és una pel·lícula d'acció de Hong Kong de 2007 dirigida per Wilson Yip i protagonitzada per Donnie Yen, que també va produir amb Nansun Shi i Zhang Zhao. La pel·lícula és protagonitzada per Louis Koo, Collin Chou, Lui Leung-wai, Fan Bingbing i Xing Yu. Yen interpreta Ma Jun, un sergent de policia que infiltra el seu company Wilson (Louis Koo) com un talp en una persecució contra una tríada dirigida per tres germans vietnamites (interpretat per Chou, Lui i Xing).
Flash Point va ser aclamada repetidament com una preqüela de la pel·lícula de 2005 SPL: Sha Po Lang, que va ser la primera col·laboració cinematogràfica de Yip i Yen com a director i estrella respectivament. Yen va negar els informes de la preqüela de SPL, afirmant que Flash Point era una pel·lícula completament original. La fotografia principal va començar a Hong Kong des de novembre de 2006 fins a març de 2007. En la coreografia de les principals escenes de lluita de Flash Point, Yen va confiar en l'ús de les arts marcials mixtes, treballant al costat d'un grup internacional de artistes marcials. El seu treball com a coreògraf li va atorgar els premis a la "Millor coreografia d'acció" als 27ns Premis de Cinema de Hong Kong i als Premis de Cinema Cavall d'Or de 2008.
Flash Point es va estrenar a Hong Kong el 26 de juliol de 2007 ia la Xina el 9 d'agost de 2007. Va ser un èxit de taquilla durant els seus dos mesos de cinema a la Xina, tot i rebre crítiques contradictòries. També s'havia estrenat al programa "Midnight Madness" del Festival Internacional de Cinema de Toronto 2007. El 14 de març de 2008, Flash Point va rebre una estrena limitada als cinemes a Amèrica del Nord, abans de ser llançat en DVD per The Weinstein Company com a part de la col·lecció de pel·lícules de Dragon Dynasty.

## Argument
Ambientada abans de 1997, previ al retorn de Hong Kong a la República Popular de la Xina, la pel·lícula s'obre amb els germans Archer, Tony i Tiger discutint un tracte de drogues amb Sam, líder d'una banda rival. Ma Jun, un seriós detectiu d'investigacions criminals (a qui s'ha increpat per fer lesions freqüents als sospitosos), juntament amb el seu equip, assalta la discoteca per investigar i acaba lluitant contra el seu col·lega, Wilson, que ha estat infiltrat com un talp.
Els tres germans s'enfronten més tard per Sam i la seva banda, que estan impacients per rebre les drogues del Vietnam natal dels germans, però es mantenen a ratlla amb violència i intimidació. Més tard, els germans amenacen els líders més grans de la seva banda, quan intenten intervenir. Després, Tiger s'encarrega de matar Sam al seu cotxe, però el pla fracassa quan Wilson intervé. Mentre està a l'hospital, Sam accepta declarar al jutjat contra els tres germans. La nit de l'aniversari de la seva mare, els germans planegen recuperar els diners de la droga, però mentre ho estan fent, Archer és arrestat per la policia de Hong Kong, mentre Tony i Tiger descobreixen que Wilson és un talp i intenten desfer-se d'ell. Mentre està al jutjat, Archer es veu obligat a lliurar tots els seus documents de viatge, cosa que li impedirà fugir de Hong Kong abans de la seva audiència.
Tres mesos més tard, Tiger i Tony assassinen brutalment Sam juntament amb altres testimonis i figures del crim crucials per a la investigació policial. Intenten de nou matar Wilson, llançant una bomba que mata l'inspector Wong i fereix la xicota embarassada de Wilson, Judy, però no aconsegueix fer mal a Wilson. Tony i Tiger es disfressen de conserges per colar-se a l'hospital on està sent protegit per la policia. Ma i Tiger acaben al mateix ascensor i Tiger intenta matar Wilson amb una pistola silenciada un cop apareix, però Ma és conscient d'ell i en l'últim moment l'enfronta a una lluita aferrissada. Després de ser desarmat, Tiger intenta escapar, però Ma el persegueix fins que l'acorrala en un restaurant a l'aire lliure. Tiger utilitza una nena com a ostatge i després la fereix greument llançant-la per l'aire sobre el formigó. Ma l'enfronta furiós al combat i el colpeja fins a la mort davant de la multitud. Tony, després d'haver segrestat Judy de l'hospital, amenaça de matar-la si Wilson, ara testimoni únic, declara al tribunal. Durant l'audiència al tribunal, Wilson es nega a declarar, i el cas és desestimat per falta de proves. Wilson més tard intenta rescatar Judy, però és capturat per Tony i la seva banda.
Una vegada que l'Archer és alliberat, Ma el captura i crida a Tony per a un intercanvi d'ostatges, el que porta a un enfrontament en un poble abandonat. Ma rescata a Wilson i Judy, després s'enfronta sol als gàngsters restants, matant a la majoria d'ells amb el seu revòlver i un rifle de franctirador requisat. Wilson torna per ajudar-lo i ajuda a sotmetre a Archer. Ma acorrala Tony i, després d'haver esgotat les seves municions, l'enfronta en una esgotadora lluita cos a cos, i finalment l'estrangula deixant-lo inconscient per detenir-lo.

## Repartiment
- Donnie Yen com a sergent detectiu Ma Jun
- Louis Koo com a Wilson
- Collin Chou com a Tony
- Ray Lui com a Archer Sin
- Fan Bingbing com a Judy
- Xing Yu as Tiger
- Kent Cheng com a inspector Wong
- Xu Qing com a senyora Lau
- Teresa Ha com a mare de Tony
- Law Lan com la mare de Ma Jun
- Tony Ho com a Cannon
- Irene Wang com a Cindy
- Timmy Hung com a Yeung
- Liang Zhenhui com a Deco
- Ben Lam com a Sam
- Austin Wai com Four Eyes
- Wilson Tsui com a heroi
- Huang Zhiwei com a Baldy
- Kenji Tanigaki as Kenji
- Yu Kang com a subaltern de Tony
- Damian Green com el boxejador núm. 1
- Damon Howe com el boxejador núm. 2
- Min Yoo com el boxejador núm. 3
- Drafus Chow com el boxejador núm. 4
- Dus Luu com el boxejador núm. 5
- Zen Berimbau com a entrenador de boxa
- Shimomura Yuji com a franctirador
- Fanny Lee com a dona de Four Eyes
- Siu Hung com a nedador de platja
- Victy Wong com a policia
- Kam Loi-kwan com Fatso
- Chang Kin-yung com a oficial de policia superior
- Sherwin Ming com el pare de la nena

## Producció
Flash Point és la tercera col·laboració cinematogràfica del director Wilson Yip i l'actor Donnie Yen després de SPL: Sha Po Lang del 2005 i Dragon Tiger Gate de 2006. Yen també va exercir com a coreògraf de lluita, a més de produir la pel·lícula amb Nansun Shi. La pel·lícula va ser coescrita per Szeto Kam-Yuen, qui també va coescriure el guió de SPL. Flash Point va ser productor executiu per Raymond Wong, la productora del qual, Mandarin Films Ltd., va actuar com a productor i distribuïdor a Hong Kong.

### Desenvolupament
Mentre Dragon Tiger Gate estava en postproducció, Donnie Yen havia anunciat que els plans per a una seqüela de SPL: Sha Po Lang ja havien començat, amb Mandarin Films preparada per finançar la pel·lícula. La producció estava previst que comencés al maig o juny del 2006. Yen i la seva empresa de gestió van aclarir més tard que l'equip que hi havia darrere de SPL tornaria a treballar plegats en una nova pel·lícula, però a causa de problemes de drets d'autor, no farien una seqüela de la pel·lícula de 2005. Yen va pressionar perquè un estudi amb seu als Estats Units coproduís la nova pel·lícula, coneguda provisionalment com SPL 2, amb Mandarin Films. Amb finançament de l'estranger, Wilson Yip i Donnie Yen van decidir augmentar el pressupost de la pel·lícula a 50 milions de dòlars de Hong Kong. S'ha informat que Yip pretenia que Aaron Kwok s'unís al repartiment, però Kwok va declinar el paper i Louis Koo ja havia acceptat unir-se al repartiment. Amb Yen i Koo com a actors principals, Yen i Yip també havien reflexionat sobre el repartiment secundari per a la pel·lícula, fins i tot amb un guió incomplet. Zhang Jingchu i Rene Liu eren considerades com a protagonistes femenines.
Després de l'èxit de taquilla de Dragon Tiger Gate, Yen havia anunciat el desenvolupament de SPL 2, juntament amb plans per fer una seqüela de Dragon Tiger Gate. SPL 2 va rebre ara un altre títol provisional, Batling the Police Force (强战型警), i Yen també va anunciar que la pel·lícula seria escrita amb un estil similar a SPL. Yen esperava que la pel·lícula participés al 60è Festival Internacional de Cinema de Canes i estava programada per a l'estrena del Dia del Treball el 2007.
Més tard, la pel·lícula va ser retitulada Army Breaker (破军), que significa destruir milers d'oponents en la guerra. La pel·lícula va rebre un pressupost de 8 milions de dòlars i la producció estava programada per començar a Macau el setembre de 2006.

### Rodatge
La pel·lícula va rebre ara el títol provisional City Without Mercy, i el director Wilson Yip es va veure obligat a abandonar els plans de rodatge a Macau, a causa de la manca d'extres necessaris per al rodatge. Yip necessitava 250 extres per a una escena i va decidir tornar a Hong Kong amb la seva tripulació per al rodatge. El rodatge a Hong Kong va començar el 13 de novembre de 2006 i el repartiment de la pel·lícula s'havia decidit. El rodatge va acabar finalment al març, i la pel·lícula va rebre el seu antic títol, Flash Point (導火線). Després del rodatge, es va revelar que la pel·lícula havia superat el pressupost. Segons informes, Koo va rebre 3 milions de dòlars de Hong Kong, Yen va rebre 2,6 milions de dòlars de Hong Kong, Collin Chou va rebre 1,1 milions de dòlars de Hong Kong, mentre que Xing Yu va rebre 500.000 dòlars de Hong Kong per la pel·lícula.

### Coreografia de lluita
Les escenes de lluita van ser coreografiades per Yen, que va combinar arts marcials mixtes, una forma interdisciplinària de lluita amb elements de jiu-jitsu brasiler, judo, karate, boxa, kickboxing i lluita lliure, amb la seva marca registrada wushu i taekwondo. Aquest mètode de lluita és una cosa que Yen considera com el major desenvolupament de les arts marcials en la seva vida. Yen admet que el seu repte durant el rodatge va ser comunicar l'essència d'aquestes tècniques en la dramatúrgia de la pel·lícula. Per garantir que les escenes d'acció destaquessin, Yen no sols va contractar artistes marcials d'arreu del món, sinó que també va convidar Collin Chou a unir-se al repartiment.

## Festivals
Un vídeo promocional que destacava Flash Point es va mostrar al Festival de Cinema de Canes de 2007 i als Premis de Cinema de Hong Kong de 2007. També es va estrenar al programa "Midnight Madness" del Festival Internacional de Cinema de Toronto de 2007 el setembre d'aquell mateix any, al Ryerson Theatre, i el director Wilson Yip va assistir a l'estrena.

### Premis
| Premi                              | Categoria                  | Nominat                 | Resultat  |
| ---------------------------------- | -------------------------- | ----------------------- | --------- |
| 27ns Premis de Cinema de Hong Kong | Millor coreografia d'acció | Donnie Yen              | Guanyador |
| 27ns Premis de Cinema de Hong Kong | Millor disseny de so       | Steve Burgess, Sam Wong | Nominat   |
| 44ns Premis de Cinema Cavall d'Or  | Millor coreografia d'acció | Donnie Yen              | Guanyador |
| 44ns Premis de Cinema Cavall d'Or  | Millor disseny de so       | Steve Burgess, Sam Wong | Nominat   |

## Recepció

### Taquilla
Flash Point es va estrenar a Hong Kong el 26 de juliol de 2007 i a la Xina el 9 d'agost de 2007. A la Xina continental, Flash Point va recaptar un total de 15 milions de RMB (1,98 milions de dòlars EUA) en els seus primers tres dies de llançament, segons la seva casa de producció i vendes de Hong Kong Mandarin Films. Durant el seu primer cap de setmana a Hong Kong, va recaptar més de 3,67 milions de dòlars de Hong Kong (470.047 dòlars EUA). Al final de la seva taquilla a Hong Kong, la pel·lícula havia recaptat un total de més de 10 milions de dòlars de Hong Kong.

## Distribució
La distribuïdora de cinema sud-africà Distant Horizon va adquirir els drets nord-americans de la pel·lícula. L'estrena de la pel·lícula a tots els territoris de parla anglesa corre a càrrec de The Weinstein Company, que va llançar la pel·lícula en DVD com a part de la seva col·lecció Dragon Dynasty.